# Györgyhegy
Györgyhegy (horvátul: Jurovčak), falu  Horvátországban, Muraköz megyében. Közigazgatásilag Muraszentmárton községhez tartozik.

## Fekvése
Csáktornyától 16 km-re északnyugatra, községközpontjától Muraszentmártontól 4 km-re délnyugatra a Muraközi-dombság völgyében  fekszik.

## Története
2001-ben 216 lakosa volt.

## Nevezetességei
- Kápolnája
- Utikápolnája

## Külső hivatkozások
- Muraszentmárton honlapja
- Muraszentmárton község honlapja (horvát nyelven)